# Mirror ball
Mirror ball is het 21e studioalbum van de Canadese singer-songwriter Neil Young in samenwerking met Pearl Jam. Het is uitgebracht op 27 juni 1995 door Reprise Records.
De nummers I got id en Long road, beide geschreven en gezongen door Eddie Vedder en opgenomen aan het eind van de opnamesessies, kwamen niet op het album. Beide nummers werden later uitgebracht op de ep Merkin ball van Pearl Jam.

## Tracklist
Alle muziek en teksten zijn geschreven door Neil Young, behalve Peace and love door Young en Eddie Vedder. 
| Nr. | Titel                   | Duur |
| --- | ----------------------- | ---- |
| 1.  | Song x                  | 4:40 |
| 2.  | Act of love             | 4:54 |
| 3.  | I'm the ocean           | 7:05 |
| 4.  | Big green country       | 5:08 |
| 5.  | Truth be known          | 4:39 |
| 6.  | Downtown                | 5:10 |
| 7.  | What happened yesterday | 0:46 |
| 8.  | Peace and love          | 7:02 |
| 9.  | Throw your hatred down  | 5:45 |
| 10. | Scenery                 | 8:50 |
| 11. | Fallen angel            | 1:15 |